# Гарагуй, Карл фон
Карл фон Га́рагуй (нем. Carl von Garaguly; 28 декабря 1900, Будапешт — 4 октября 1984) — шведский скрипач и дирижёр венгерского происхождения. 

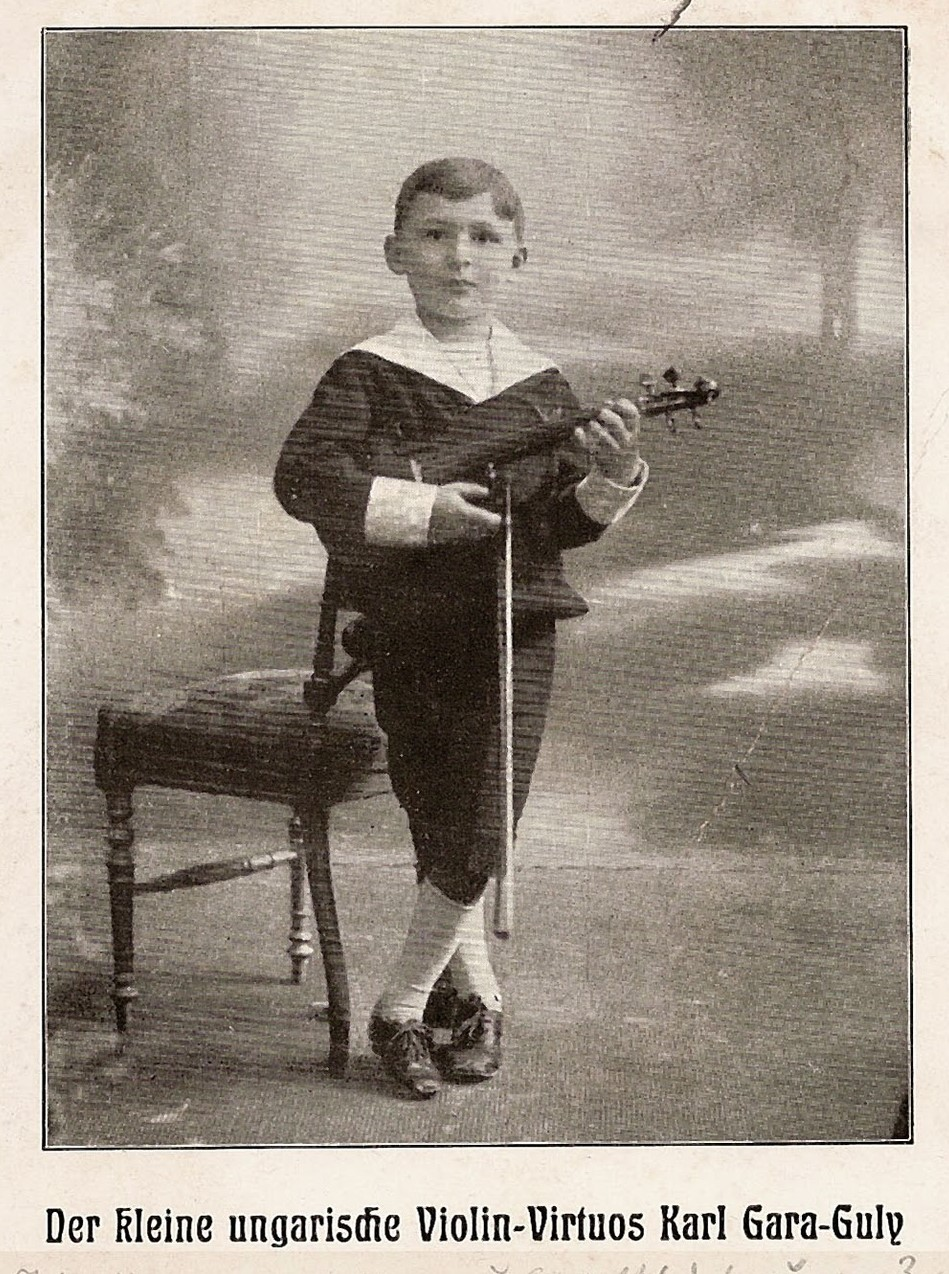

Учился как скрипач у Анри Марто, работал в оркестрах Швеции. В 1942—1953 гг. главный дирижёр Стокгольмского филармонического оркестра, в 1952—1958 гг. — Бергенского филармонического оркестра, в 1959—1971 гг. — Арнемского филармонического оркестра, одновременно в 1965—1980 гг. возглавлял Симфонический оркестр Южной Ютландии. Записал с Дрезденским филармоническим оркестром Первую и Седьмую симфонии Яна Сибелиуса, а также сюиту из оперы Дмитрия Шостаковича «Леди Макбет Мценского уезда», произведения различных скандинавских композиторов и др.
Жена, Брита фон Гарагуй, урождённая Бьерстрём (швед. Brita Bjerström; 1914—2004) — фотограф.